# Meió
Meió (japonsky: 明応) je označení japonské historické éry, spadající do období Ašikaga–Muromači. Trvala od roku 1492 do roku 1501.

## Události
- 16. listopadu 1500 – Go-Kašiwabara se stal 104. japonským císařem

## Narození
- 26. ledna 1497 – narodil se princ Tomohito, pozdější císař Go-Nara

## Úmrtí
- 21. října 1500 – zemřel císař Go-Cučimikado

## Vládnoucí císaři
- Go-Cučimikado
- Go-Kašiwabara